# Orthione griffenis
Orthione griffenis är en kräftdjursart som beskrevs av Clements Robert Markham 2004. Orthione griffenis ingår i släktet Orthione och familjen Bopyridae. Inga underarter finns listade i Catalogue of Life.